# فيليب دوبويه
فيليب دوبويه هو لاعب هوكي جليد كندي، ولد في 24 أبريل 1985 في لافال في كندا.

## وصلات خارجية
- فيليب دوبويه على موقع دوري الهوكي الوطني (الإنجليزية)
- فيليب دوبويه على موقع EliteProspects.com (الإنجليزية)
- فيليب دوبويه على موقع HockeyDB.com (الإنجليزية)
- فيليب دوبويه على موقع Hockey-Reference.com (الإنجليزية)